# Pollenia eurybregma
Pollenia eurybregma är en tvåvingeart som beskrevs av Dear 1986. Pollenia eurybregma ingår i släktet vindsflugor, och familjen spyflugor. Inga underarter finns listade i Catalogue of Life.